# Luc Bergé
Luc Bergé (14 juni 1957) is een Belgisch hoornist.
Luc Bergé studeerde aan de conservatoria van Antwerpen en Brussel bij André Van Driessche. Hij behaalde er met grootste onderscheiding het hoger diploma hoorn. Hij vervolmaakte zijn studie bij Hermann Baumann. Bergé was achtereenvolgens hoornsolo bij de Opéra Royal de Wallonie het Nationaal Orkest van België, het Nieuw Belgisch Kamerorkest en I Fiamminghi.
Zijn hang naar meer authenticiteit stuurde hem al gauw in de richting van originele instrumenten, met name met natuurhoorn en romantische hoorn. Hij was verbonden bij het Orchestre des Champs-Élysées met Philippe Herreweghe, Les Musiciens du Louvre met Marc Minkowski en Les Arts Florissants met William Christie.
Luc Bergé heeft regelmatig opgetreden als solist met onder ander Prima La Musica, Orchestre de chambre de Wallonie en de Beethoven Academie.
Luc Bergé is ook een kamermuziekspeler. Hij is tevens hoorndocent aan het Koninklijk Conservatorium van Brussel.

## Discografie
- Stefan Meylaers: portrait of a composer (Phaedra)
- Wolfgang Amadeus Mozart: Concerti voor blazers; met Prima la Musica o.l.v. Dirk Vermeulen (Eufoda)
- Luc Van Hove: Kamermuziek (René Gailly)
- György Ligeti, Johannes Brahms: Trio's voor hoorn viool en piano; met Werner Dickel en Jan Michiels (Explicit!)
- Wolfgang Amadeus Mozart, Ludwig van Beethoven: Kwintetten voor piano en blazers (Accent)
- O, du Schoner Hörnerklang; met Jan Michiels, Yves Saelens, Marcel Ponseele en Inge Spinette (Fuga Libera)
- Léon Dubois en Martin-Joseph Mengal: Oktetten; met The Royal Brussels Hornsound (Fuga Libera)